# 拉贝茨-比斯凯
拉贝茨-比斯凯（法語：Labets-Biscay，法語發音：[labɛts biskaj]）是法国大西洋比利牛斯省的一个市镇，属于巴约讷区。该市镇于1841年由原市镇拉贝茨（Labets）和比斯凯（Biscay）合并而成。

## 地理
拉贝茨-比斯凯（43°23'3"N, 1°3'27"W）面积8.79 平方千米，位于法国新阿基坦大区大西洋比利牛斯省，该省份为法国东南部省份，涵盖了贝阿恩与北巴斯克，西临大西洋比斯開灣，北至朗德省，东北接热尔省，东临上比利牛斯省，南与西班牙接壤。
与拉贝茨-比斯凯接壤的市镇（或旧市镇、城区）包括：阿芒德什-奥内什、贝吉奥、贝尔古埃-维耶勒纳沃、加巴、伊拉尔、吕克斯-桑贝罗特、马斯帕罗特。
拉贝茨-比斯凯的时区为UTC+01:00、UTC+02:00（夏令时）。

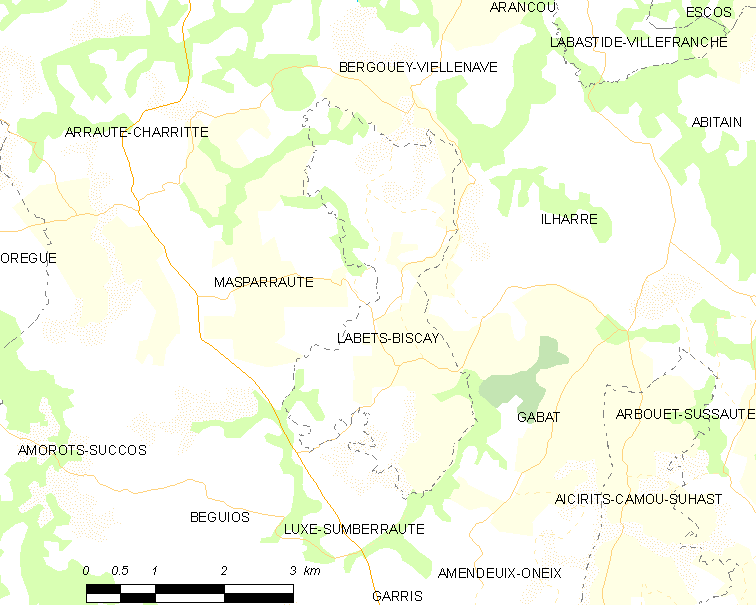
拉贝茨-比斯凯的OSM定位图

## 行政
拉贝茨-比斯凯的邮政编码为64120，INSEE市镇编码为64294。

## 政治
拉贝茨-比斯凯所属的省级选区为比达什地区-阿米库塞-奥斯蒂巴尔县。

## 人口

1962-2008年间拉贝茨-比斯凯人口变化图示

拉贝茨-比斯凯于2022年1月1日时的人口数量为144人。